# Josip Štolcer-Slavenski

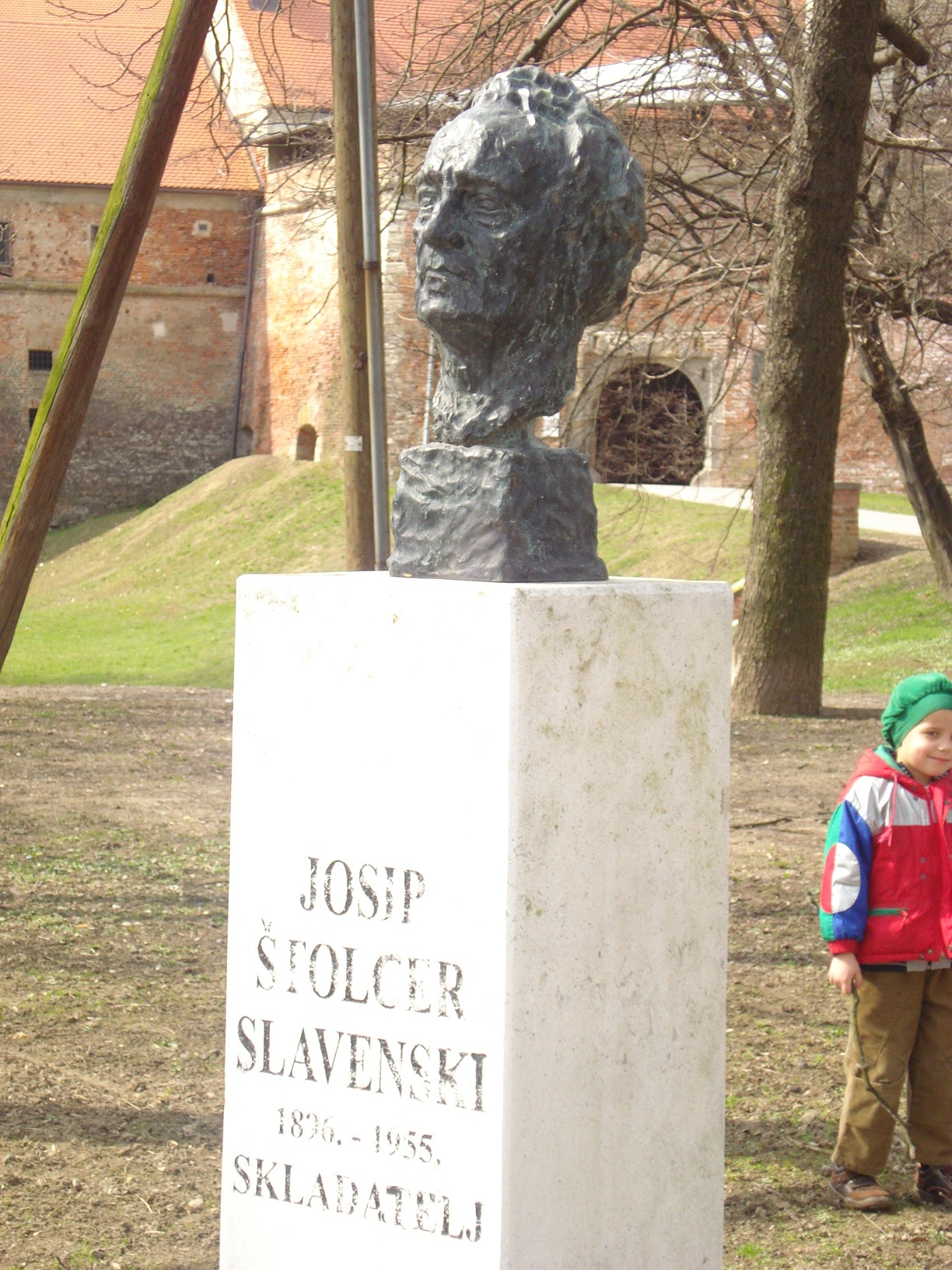
Monument Josip Štolcer-Slavenski dans le parc Zrinski à Čakovec

Josip Štolcer-Slavenski (en cyrillique serbe : Јосип Штолцер-Славенски ; 11 mai 1896 - 30 novembre 1955) est un compositeur croate et professeur à l'Académie de musique de Belgrade.
Le musicologue britannique Jim Samson décrit Štolcer-Slavenski comme « sans aucun doute l’un des rares compositeurs vraiment importants de l’Europe du Sud-Est dans la première moitié du XXe siècle ».

## Biographie
Josip Štolcer-Slavenski est né à Čakovec en 1896. Son père lui donne sa première instruction en musique, puis en 1913 il entre au Conservatoire de Budapest où ses professeurs incluent Zoltán Kodály, Albert Siklós et Béla Bartók. Ses études sont interrompues en 1916 par le service militaire et à la fin de la guerre, il retourne à l'entreprise de boulangerie de son père à Čakovec. En 1921, il suit la classe de maître de Vítězslav Novák au Conservatoire de Prague. À Prague, il rejoint la Société internationale pour la musique contemporaine. Après avoir terminé ses études en 1923, il retourne en Croatie et enseigne pendant un an à l'école de musique de l'Académie de musique de Zagreb. En 1924, il déménage à Belgrade, où il s'installe pour le reste de sa vie (à l'exception d'une période en 1925–1926 passée à Paris) ; il enseigne d'abord à l école de musique Stanković, puis à l'école de musique de l'Académie de musique de Belgrade(1937–45), devenant en 1945 professeur de composition à cette dernière.
Slavenski attire l'attention pour la première fois lorsque, en 1920, son Notturno op.1 est joué à Zagreb ; en 1924, son premier quatuor à cordes est exécuté avec succès au Festival de Donaueschingen. Kleiber dirige sa symphonie Balkanophonia, d'abord à Berlin en 1927, puis dans divers centres musicaux en Europe et aux États-Unis. Slavenski devient ainsi le premier compositeur yougoslave du XXe siècle à se faire une réputation internationale. Chez lui, cependant, après le premier succès en 1920, il doit faire face à l'hostilité du public et des critiques conservateurs de Belgrade. Après 1938, il compose très peu ; ses œuvres sont rarement jouées entre 1940 et 1956 et il est presque oublié. Il meurt à Belgrade en 1955. Ce n'est qu'après sa mort que sa stature a été reconnue.

## Travaux
Au départ, Slavenski s'est développé en autodidacte. La riche musique folklorique de sa région natale, Medjimurje dans le nord-ouest de la Croatie, a laissé un impact décisif sur lui, et sa fascination juvénile pour les sons des cloches d'église et les combinaisons complexes de leurs partiels supérieurs a grandement contribué à la formation de son idiome harmonique. Ses premières compositions, datant de l'époque de ses études à Budapest, témoignent d'un mélange de spontanéité et d'un fort désir d'expérimentation. Selon Res Musica, « la polytonalité et les dissonances audacieuses se manifestent dans ses pièces pour piano dès 1913, à une époque où de nombreux compositeurs slaves du sud traitaient encore des matériaux empruntés à la tradition folklorique d'une manière principalement romantique. De tels intérêts l'ont rapproché de la musique de Kodály et Bartók, et ses études universitaires ont approfondi la maîtrise du contrepoint, qui restait un ingrédient essentiel de son style ». Il continue d'expérimenter de nouvelles idées tout au long des années 1920 : la Sonate pour violon et orgue contient des sonorités qui préfigurent la musique électronique, et la Sonate pour piano utilise une technique aléatoire. L'intérêt de Slavenski pour la musique folklorique s'est élargi à la fin des années 1920 pour englober celui de l'ensemble des Balkans, et le résultat culminant en a été sa Balkanophonie. Il était également attiré par les aspects mystiques et rituels de la musique, comme on peut le voir dans le Chaos, un mouvement de l'Heliophonia inachevée, et la Religiophonia, cette dernière généralement considérée comme son chef-d'œuvre. Dans les années 1920 et 1930, il fut l'un des très rares compositeurs yougoslaves à avoir pris conscience de l'esprit de recherche de l'avant-garde à l'étranger. Son utilisation imaginative des instruments à percussion peut parfois rappeler Varèse, dont il ne connaissait pas les œuvres. Il n'a eu aucun prédécesseur dans la musique yougoslave et aucun adepte de son vivant. Quand, après sa mort, sa musique est devenue plus connue, il était déjà trop tard pour qu'elle exerce une influence directe sur les compositeurs yougoslaves, bien que son utilisation créative de la musique folklorique et ses expériences des années 1920 aient fourni une impulsion nécessaire.

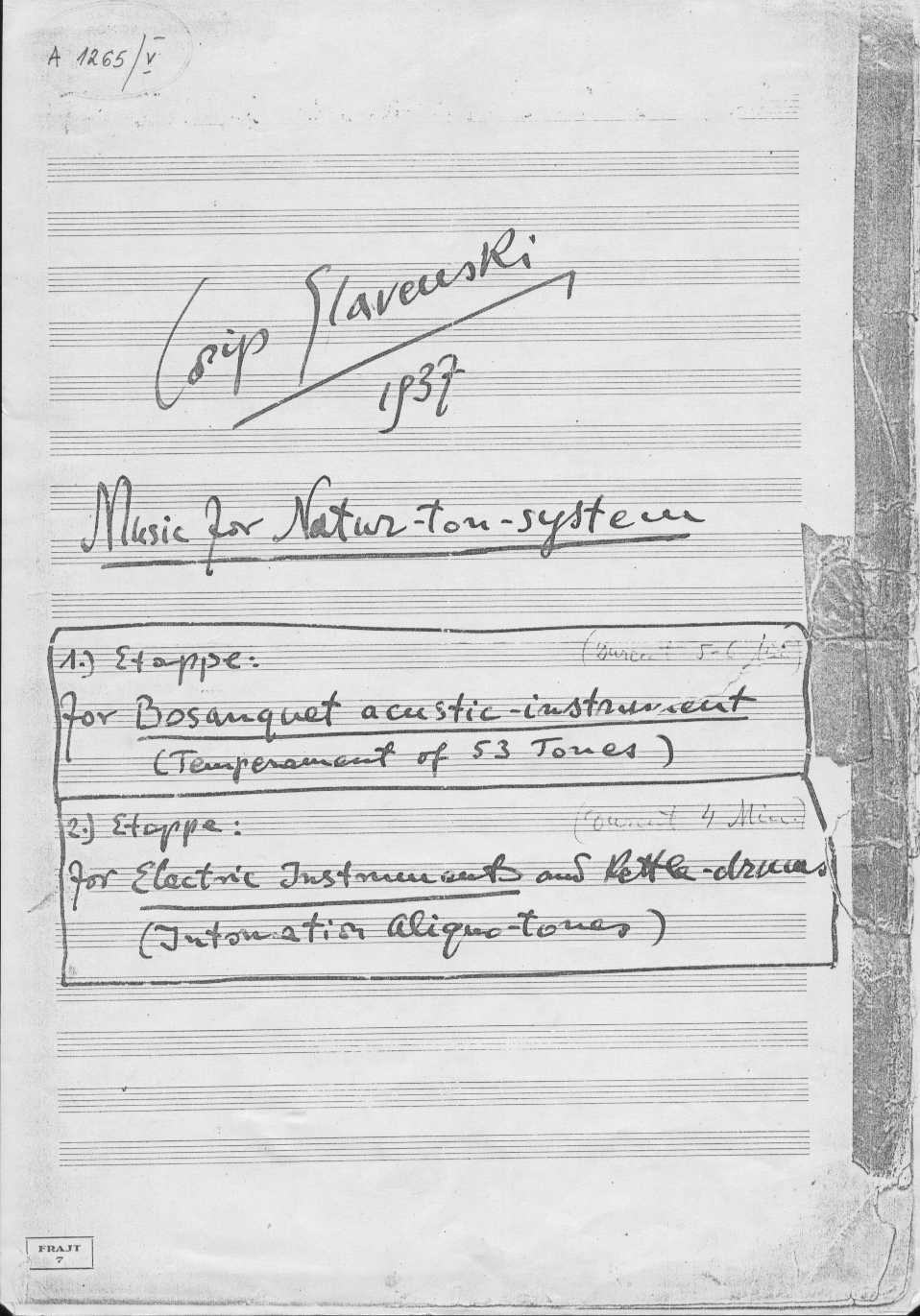
Fac-similé du titre de la pièce 53EDO par J. Š. Slavenski

## Œuvres
- Sabrana djela [Œuvres collectées], éd. N. Devčić (Zagreb et Belgrade, 1983–) [S]
- Œuvres pour orchestre
  - Notturno, op.1, 1916, rév. 1920;
  - Chaos de Heliophonia (œuvre inachevée) 1918–32 [S];
  - Balkanophonia, op.10, 1927 [S];
  - Concerto pour violon et orchestre., 1927;
  - 2 suites pour cordes, 1929 et 1935;
  - Religiophonia (Symphonie orientale), pour voix solistes, chœur et orchestre, 1934;
  - Muzika za film (Musique pour un film), 1936 [S];
  - 4 balkanske igre [4 danses balkaniques], 1938 [S];
  - Muzika, chbr orch, 1938;
  - Simfonijski epos (Symphonie épique), 1944–6;
  - Concerto pour piano, 1951 (œuvre inachevée).
- Musique de chambre
  - Sonata religiosa, op.7, vn, org, 1919–25;
  - Quatuor à cordes n ° 1, op.3, 1923 [S];
  - Slavenska sonata [Sonate slave], op.5, pour violon et piano, 1924 [S];
  - Južnoslavenska pjesma i ples [Chanson et danse slaves du sud], pour violon et piano, 1925 [S];
  - Sa sela [Du Pays], op.6, pour flûte, clarinette, violon, alto et contrebasse, 1925 [S];
  - Quatuor à cordes ° 2 «Lyrique», op.11, 1928 [S];
  - Trio à cordes, 1930;
  - Quintette à vents, 1930 [S];
  - Quatuor à cordes n ° 3, 1936 [S];
  - Pesme moje majke [Chants de ma mère], en LA, pour quatuor à cordes, 1916–44 [S];
  - Musique pour 4 trautoniums et timbale, 1937;
  - Quatuor à cordes n ° 4, c1949 [arr. de 4 balkanske igre, 1938]
- Musique pour piano
  - Sa Balkana [Des Balkans], 1910–17 [S];
  - Iz Jugoslavije [De Yougoslavie], 1916–23 [S];
  - Jugoslavenska svita [Suite yougoslave], op.2, 1921 [S];
  - Sonate, op.4, 1924 [S];
  - Plesovi i pjesme sa Balkana [Danses et chants des Balkans], 2 vol., 1927 [S]
- Musique vocale
  - Voda zvira iz kamena [Sources d'eau de la pierre], chœur, 1916–1921;
  - Molitva dobrim očima [prière aux bons yeux], chœur, 1924;
  - Ftiček veli [Le petit oiseau parle], chœur, 1927;
  - 6 narodnih popijevaka [6 chansons folkloriques], chœur, 1927;
  - arrangements d'autres chants folkloriques

Il compose également de la musique de scène, de la musique pour l'harmonium enharmonique de Bosanquet et des musiques de films.
Ses éditeurs sont notamment Društvo skladatelja Hrvatske, Naklada Saveza Kompozitora Jugoslavije, Schott et Udruženje kompozitora Srbije

### Chansons de Međimurje
- Međimorje kak si lepo zeleno ( Međimurje, comme tu es magnifiquement verte)
- Raca plava po Dravi (canard nageur sur la rivière Drava )
- Tu za repu tu za len (Capture pour navet et capture pour lin)
- Imala majka tri jedine kceri (Une mère a eu trois filles)